# Білозерський лиман
Білозе́рський лима́н — заплавне озеро річки Білозерки (басейн Дніпра).

## Розташування
Розташований у межах Кам'янсько-Дніпровського району Запорізької області.
Лиман лежить у зниженні надзаплавної тераси Дніпра, в західній частині Кам'янського поду. Береги низькі, пологі, подекуди заболочені. Водний режим регулюється Каховським водосховищем, від якого лиман відокремлений греблею.

## Загальні дані
Довжина лиману 6,2 км, ширина до 3,2 км, площа 15,6 км², глибина до 3 м. Прозорість води бл. 1 м. Донні відклади представлені чорним мулом з домішками детриту.

## Флора і фауна
Біля берегів росте очерет, куга, рдесник, елодея канадська; в озері поширені синьо-зелені водорості. Рибальство (лящ, короп, судак та інші).

## Населені пункти
- місто Кам'янка-Дніпровська (східний берег лиману)
- село Велика Знам'янка (західний берег лиману)